# ميشيل تريمبلي (سياسي)
ميشيل تريمبلي هو سياسي كندي، ولد في 28 مارس 1933 في Cap-à-l'Aigle ‏ في كندا. نشط حزبياً في الحزب الليبرالي الكندي. وقد انتخب عضو الجمعية الوطنية في كيبك ‏.